# Ruel
Ruel Vincent Van Dijk (29 de outubro de 2002), conhecido profissionalmente como Ruel, é um cantor e compositor britânico que se naturalizou na Austrália.
Ele é conhecido por seus singles "Painkiller", "Don't Tell Me" e "Younger". No ARIA Music Awards de 2018, ele ganhou o prêmio de Artista Revelação por seu single "Dazed & Confused".

## Carreira

### 2015–2017: Primeiros anos
Em 2015, o pai de Ruel enviou uma demo dele cantando "Let It Go", de James Bay, ao produtor vencedor do Grammy M-Phazes. M-Phazes disse: "Perdi a cabeça quando ouvi a voz dele!".
Em abril de 2017, Ruel lançou seu primeiro single "Golden Years" com M-Phazes. Em junho, Ruel fez sua estréia no rádio ao vivo, interpretando "Weathered", de Jack Garratt, no triplo J, como uma versão. Aos 14 anos, ele foi o artista mais jovem de todos os tempos no segmento. O vídeo reuniu meio milhão de visualizações em menos de 48 horas.
Em julho de 2017, Ruel lançou "Don't Tell Me", que alcançou o número 86 no ARIA Charts. Mais tarde, em setembro, Elton John tocou "Don't Tell Me" na BBC Radio 1, elogiando Ruel. A faixa também foi destaque nas 21 músicas do CelebMix por menores de 21 anos em 2018.
Em novembro, Ruel se juntou a Khalid em sua American Teen Tour da Austrália e Nova Zelândia. No final daquele mês, Ruel assinou com a RCA Records internacionalmente. Em dezembro, Tom Thum lançou um cover de " Human ", de Rag'n'Bone Man , com Ruel nos vocais.

### 2018: EPsReadyeFree Time
Em 24 de março de 2018, Ruel tocou no Pop Spring Festival, Tóquio, onde ele conheceu e cumprimentou pela primeira vez. Em 4 de abril, Ruel se apresentou na Cerimônia de Abertura dos Jogos da Commonwealth de 2018. Em 19 de abril, um videoclipe para o single "Don't Tell Me" foi lançado.
Em 2 de junho, Ruel anunciou o lançamento do seu EP de estreia, Ready, em 15 de junho, além de uma turnê em junho e julho. Em outubro, Ruel se apresentou para uma multidão esgotada em Sydney e recebeu a notícia de que seu single "Younger" havia sido recentemente certificado como ouro pela ARIA. Em 11 de outubro, Ruel foi indicado ao prêmio Breakout Artist pelo ARIA Music Awards, que mais tarde ganhou.
Em 10 de janeiro de 2019, Ruel foi confirmado para aparecer no novo álbum de Hilltop Hoods, The Great Expanse, na faixa "Fire & Grace". O álbum foi lançado em 22 de fevereiro. Em 1º de maio, Ruel lançou o single principal de seu EP Free Time, "Painkiller", ao lado de um videoclipe. Em 9 de agosto, Ruel lançou o single " Face to Face " ao lado de um videoclipe, que foi filmado enquanto Ruel estava em turnê na França. Em 13 de setembro, Ruel lançou seu segundo EP, Free Time. Em novembro de 2019, Ruel foi um show de abertura de dois shows de Shawn Mendes: The Tour.
Em 31 de janeiro de 2020, Ruel colaborou com Cosmo's Midnight na faixa "Down for You". O videoclipe dessa música estreou no dia 18 de março.

### 2020:Bright Lights, Red Eyes
Em 4 de setembro de 2020, Ruel postou um vídeo em seu perfil do Instagram com a descrição "alayc", como dicas para uma nova música. Em 10 de setembro de 2020, o single "As Long As You Care" estreou no Triple J, antes do seu lançamento no mesmo dia ao lado de um videoclipe. Ruel também anunciou seu terceiro EP, Birght Lights, Red Eyes, lançado no dia 23 de outubro de 2020.

### 2023-presente:4th Wall
O primeiro álbum de estúdio do cantor, 4th Wall, foi lançado no dia 03 de março de 2023.

## Discografia

### Álbuns de estúdio
- 4th Wall (2023)

### EPs
| Título    | Detalhes | Melhor posição nas tabelas musicas | Melhor posição nas tabelas musicas |
| Título    | Detalhes | AUS                                | NZL                                |
| --------- | --- | ---------------------------------- | ---------------------------------- |
| Ready     | - Lançamento: 15 de junho de 2018 - Formatos: Download digital, streaming - Gravadoras: RCA, Sony Music Australia    | 76                                 | —                                  |
| Free Time | - Lançamento: 13 de setembro de 2019 - Formatos: Download digital, streaming - Gravadoras: RCA, Sony Music Australia | 3                                  | 18                                 |

### Como artista principal
| Ano  | Canção                                            | Melhor posição nas tabelas musicas | Melhor posição nas tabelas musicas | Melhor posição nas tabelas musicas | Certificações   | Álbum                         |
| Ano  | Canção                                            | AUS                                | NZL Heat.                          | NZL Hot                            | Certificações   | Álbum                         |
| ---- | ------------------------------------------------- | ---------------------------------- | ---------------------------------- | ---------------------------------- | --------------- | ----------------------------- |
| 2017 | "Golden Years" (com M-Phazes)                     | —                                  | —                                  | —                                  |                 | Não adicionado à nenhum álbum |
| 2017 | "Don't Tell Me"                                   | 86                                 | —                                  | —                                  | - ARIA: Ouro    | Ready                         |
| 2018 | "Dazed & Confused"                                | 53                                 | 7                                  | —                                  | - ARIA: Platina | Ready                         |
| 2018 | "Younger"                                         | 76                                 | —                                  | —                                  | - ARIA: Platina | Ready                         |
| 2018 | "Not Thinkin' Bout You" (solo ou com GoldLink)    | —                                  | —                                  | —                                  |                 | Ready                         |
| 2019 | "Say" (versão acústica com part. de Jake Meadows) | —                                  | —                                  | —                                  |                 | Ready                         |
| 2019 | "Painkiller"                                      | 35                                 | —                                  | 6                                  | - ARIA: Platina | Free Time                     |
| 2019 | "lFace to Face"                                   | 73                                 | —                                  | 8                                  |                 | Free Time                     |
| 2019 | "Real Thing"                                      | 73                                 | —                                  | 18                                 |                 | Free Time                     |
| 2020 | "Down for You" (com Cosmo's Midnight)             | —                                  | —                                  | —                                  |                 | ASA                           |
| 2020 | "Empty Love" (com Gracey)                         | —                                  | —                                  | —                                  |                 | ASA                           |
| 2022 | "golden hour - Ruel Remix"                        |                                    |                                    |                                    |                 |                               |

### Como artista convidado
| Ano  | Canção                                | Álbum                         |
| ---- | ------------------------------------- | ----------------------------- |
| 2017 | "Human" (Tom Thum com part. de Ruel)  | Não adicionado à nenhum álbum |
| 2019 | "Flames" (SG Lewis com part. de Ruel) | Dawn                          |